# 中外旅行社
中外旅行社是一家位於日本東京都的旅行社，由旅日朝鮮人總聯合會所經營。主要負責在日朝鮮人的海外旅遊及前往朝鮮的行程安排。它同時也是高麗航空和朝鮮國際旅行社在日本的總代理店。

## 前往朝鲜的方式
主要有以下幾條路線
- 經北京
  - 日本各地～（任一間航空公司）～北京（住宿一晚）～（高麗航空（JS）等）～平壤
  - 日本各地～（任一間航空公司）～北京（當日轉機）～（高麗航空（JS））～平壤
- 經瀋陽
  - 關西國際機場～（全日空（NH））～瀋陽～（高麗航空（JS））～平壤
- 經海參崴
  - 新潟～（海參崴航空（XF））～海參崴（當日轉機）～（高麗航空（JS））～平壤

## 交通
- 上野站下車，從淺草口徒步三分鐘。

以前位於台東區東上野一丁目、台東三丁目。

## 外部連結
- 中外旅行社（页面存档备份，存于）